# Quận Northumberland, Pennsylvania
Quận Northumberland là một quận trong tiểu bang Pennsylvania, Hoa Kỳ. Quận lỵ đóng ở Sunbury6. Theo điều tra dân số năm 2000 của Cục điều tra dân số Hoa Kỳ, quận có dân số 94.556 người.2

## Địa lý
Theo Cục điều tra dân số Hoa Kỳ, quận có diện tích km², trong đó có km2 là diện tích mặt nước.